# Общество любителей польского языка
Общество любителей польского языка (пол. Towarzystwo Miłośników Języka Polskiego, TMJP) — польское научное общество, основанное в 1920 году в Кракове известными польскими учёными-лингвистами Яном Розвадовским (был избран первым председателем Общества), Яном Лосем и Казимиром Ничем.
Согласно Уставу, целью Общества является развитие симпатии к польскому языку, основанной на знании его принципов и значения, а также на понимании языковых явлений в целом. Реализация этой цели должна служить поддержанию польских национальных традиций и развитию в обществе гражданского и культурного сознания.
В состав Общества входят 20 региональных филиалов.
С 1921 года официальным печатным органом Общества стал научный журнал «Польский язык» (пол. Język Polski), с 2016 года выпускаемый ежеквартально. Кроме того, Общество издаёт профильную литературу в области языкознания.
Председателем Общества является доктор наук, профессор Bogusław Dunaj.
Актуальная информация о деятельности Общества публикуется на сайте www.tmjp.pl Архивная копия от 15 января 2020 на Wayback Machine.